# Stade montchaninois Bourgogne
Le Stade montchaninois Bourgogne est un club français de rugby à XV fondé en 1961 et basé à Montchanin.
Le club est champion de France groupe B en 1990 en battant la Section paloise 18-7.
Il a évolué par le passé jusqu'en 1re division groupe A.
Le Stade montchaninois tente plusieurs rapprochements avec les clubs voisins. Une première fusion est tentée en 1992 avec le Rugby club montcellien puis en 1995 une autre fusion est tentée avec l'autre club voisin, le Club olympique Creusot Bourgogne sous le nom de RC Creusot Montchanin Bourgogne. Ces fusions entre « frères ennemis » du comité de Bourgogne échouent la première en 1995 et la seconde se termine en 2001.

## Historique
En 1966 le club est finaliste du championnat de France de 3e division fédérale battu par l'US Carcassonne 6 - 14. Le club monte en 2e division.
En 1973 le club est vainqueur du challenge de l'Espérance en battant l'US Marmande 19-0.
En 1975 le club vainqueur du challenge de l'Espérance en battant le Stade aurillacois 9-4.
En 1987 le club accède au championnat de France de 1re division groupe A.
En 1988 le club participe au Championnat de France de 1re division groupe A mais n'est pas qualifié pour les 8e de finale.
L'équipe réserve est battue en Finale du championnat de France par l'Aviron bayonnais 11-37.
En 1989 le club participe au championnat de France de 1re division groupe A n'est pas qualifié pour les 8e de finale et descend en groupe B.
L'équipe réserve est battue en Finale du championnat de France par l'Aviron bayonnais 12-28.
En 1990 le club est champion de France 1re division groupe B en battant la Section paloise 18-7.
Champion de France du groupe B 1990
Composition de l'équipe vice-championne
1‌5. Ibrahim Hasagic
14. Pero Barisic 13. André Bordenave 12. Jean-Pierre Turc 11. Denis Doppler
10. Gilles Touget 9. Christophe Deviu
7. Jocelyn Montcharmont 8. Serge Gayraud  6. Stéphane Burquier
5. Fabrice Broyer 4. Sione Tahafee
3. Jean-Jacques Dilhan 2. Jérôme Burquier 1. Dominique Saint-Vignes (puis Giuseppe Bellusci)
Le club est aussi vainqueur de la coupe de l'Espérance la même année en battant le Stade rochelais 24-16 et accède au championnat de France de 1re division groupe A.
En 1991 le club participe au Championnat de France de 1re division groupe A mais n'est pas qualifié pour les 8e de finale.
L'équipe réserve est battue en finale du championnat de France par le FC Oloron 9-20.
En 1992 le club participe au Championnat de France de 1re division groupe A n'est pas qualifié pour les 16e de finale et descend en groupe B de 1re division.
En 1993 le club est finaliste du championnat de France groupe B2 - Battu par le RC Orléans 13-14.
En 2016 le club termine 10e et dernier de la poule 16 du 3e division fédérale, le club descend en Honneur régional pour la saison suivante.

## Palmarès
- Champion de France groupe B en 1990
- Vainqueur du Challenge de l'Espérance en 1973 et 1975
- Vainqueur de la coupe de l'Espérance en 1990
- Finaliste du championnat de France groupe B2 en 1993
- Finaliste du championnat de France de 3e division fédérale en 1966
- Champion de bourgogne groupe A et B saison 2021-2022

## Les finales du club
Championnat de France groupe B
| Date        | Vainqueur           | Finaliste       | Score  | Lieu                                          | Spectateurs |
| ----------- | ------------------- | --------------- | ------ | --------------------------------------------- | ----------- |
| 3 juin 1990 | Stade montchaninois | Section paloise | 18 - 7 | Parc municipal Des sports, Brive-la-Gaillarde | 3 099       |

## Joueurs emblématiques

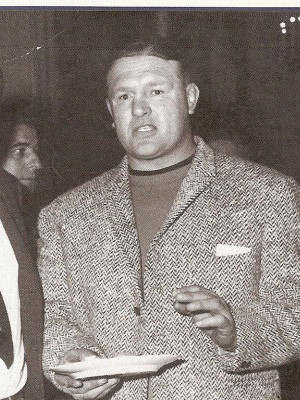
Le troisième-ligne aile international italien, Sergio Lanfranchi.

- Alain Hyardet
- Benjamin Ferrou
- Jean-Philippe Genevois
- Jean-Claude Soula
- Sergio Lanfranchi